# Herrenhaus Hanseberg
Das Herrenhaus Hanseberg (polnisch Palac w Krzymowie) ist ein Herrenhaus im neumärkischen, polnischen Krzymów (Hanseberg).

## Geschichte
Im Mittelalter muss es in Hanseberg einen Wirtschaftshof gegeben haben, da der Ort zu einem Rittergut gehörte. Nach Untersuchungen befand sich im 18. Jahrhundert neben dem Wirtschaftshof ein Gutshaus, das vermutlich von den von Sydow errichtet wurde. Unter Daniel Friedrich von Sydow (1675–1727) wurde das Dorf nach Verwüstungen des Dreißigjährigen Kriegs wiederaufgebaut. In einer Urkunde von 1722 wird ein Adelshof genannt, der vermutlich Sitz der von Hanseberger Linie der Sydows war.
Im Jahr 1816 erwarb Johann Heinrich Neumann das Gut und ließ nach einem Teil das Herrenhaus von Grund auf neu errichten, während ein anderer Teil der Forschung davon ausgeht, dass Neumann den Vorgängerbau aus dem 18. Jahrhundert durch Zufügung eines Portikus umbauen ließ. Die Einheitlichkeit des Baukörpers weist jedoch darauf hin, dass der Bau im 19. Jahrhundert neu errichtet wurde.
Bei einem Umbau Ende des 19. Jahrhunderts wurde der Treppenhausanbau an der Südfassade zugefügt und die Hauptfassade umgestaltet. Nach der polnischen Übernahme wurden die Innenräume zur Nutzung als Büros und Wohnungen eines volkseigenen Betriebs adaptiert. Heute ist der Bau im Verfall begriffen.

## Bauwerk
Das heutige Herrenhaus steht zwischen dem terrassenförmig nach Osten herabsteigenden Garten und dem Wirtschaftshof im Westen. Der Bau repräsentiert den palladianischen Stil des späten Klassizismus. Es ist ein zweigeschossiger Backsteinbau auf Granitfundament, gedeckt mit einem massiven Walmdach. An der Gartenfassade besteht ein Säulenportikus mit Freitreppe. Die Risalite an der Hauptfassade sind sehr flach und werden von korinthischen Pilastern eingefasst.